# Península Verde
Península Verde är en halvö i Argentina.   Den ligger i provinsen Buenos Aires, i den södra delen av landet, 600 km sydväst om huvudstaden Buenos Aires.
Runt Península Verde är det mycket glesbefolkat, med 2 invånare per kvadratkilometer.